# La Maison Laide
La Maison Laide (italien : Ca' Brutta) est un immeuble résidentiel de Milan, situé dans la rue Moscova. Il a été ainsi nommé en raison de l'impression négative qui a suscité à l'époque, provoqué par l'utilisation d'éléments extravagants.
Depuis bientôt vingt ans, le consulat général de France à Milan a son siège dans cet immeuble de six étages au centre historique de la ville constitué de deux corps de bâtiments. Il est aujourd’hui classé, mais il est connu de tous les Milanais comme « La Ca’ Brutta », la « Maison Laide ». Pourquoi ce surnom plutôt paradoxal pour ce qui est considéré comme une réalisation emblématique de la créativité architecturale de la Milan du début du XXe siècle?

## L'architecte et son époque
Construite immédiatement après la Grande guerre, de 1919 à 1923, la Ca' Brütta est un cas exceptionnel et même révolutionnaire dans l'architecture du XXe siècle grâce au génie de son architecte Giovanni Muzio. Giovanni Muzio est né à Milan en 1893. Il a été, dans le domaine de l’architecture, l’initiateur et le représentant le plus marquant du mouvement artistique « novecento » et plus particulièrement du courant des années 1920 et 1930.
Fils également d’architecte, il a étudié dans la capitale lombarde et, après la première guerre, ouvrit un cabinet avec De Finetti, Ponti, Lancia et Fiocchi, participant ainsi activement à la vie culturelle milanaise de l’époque.
La Ca’ Brütta fut  son premier grand projet, ce que lui-même considéra comme une œuvre manifeste. Avec ce projet, Muzio  proposa un retour au classicisme, réduit aux volumes architecturaux simples et ayant comme référence le néoclassicisme lombard du XIXe siècle.  Plus tard, Muzio réalisa d’autres édifices, à usage public, résidentiel ou encore religieux. Il fut aussi pendant de longues années professeur aux écoles polytechniques de Milan et de Turin.

## Le dessein de la «Ca-Brütta»
À l’époque de l’après-guerre, avec la croissance de la population urbaine à Milan et l’expansion des quartiers résidentiels, on assiste à la naissance d’un nouveau type de bâtiments en copropriété.  Les entrepreneurs  devaient attirer des clients d’un nouveau genre – la classe moyenne émergente -. Muzio, alors âgé de 26 ans, est mandaté par la « Società Anonima Quartiere Moscova », pour réaliser un ensemble immobilier dans un endroit privilégié de la ville, un rectangle entre les rues Moscova, Turati, Cavalieri  et Appiani. Un axe important déjà, car il menait vers la gare centrale. À  cet endroit s’étendaient la villa Borghi et un verger cultivé par les frères du monastère de Sant’Angelo (monastère qui existe toujours, sur la rue Moscova).
L'intention était de construire un édifice visant une clientèle de haute bourgeoisie avec des prestations haut de gamme. Du marbre, des mosaïques, des vitraux, mais aussi un garage souterrain pour les véhicules automobiles (conception visionnaire car c’était le premier à Milan et peut-être aussi en Italie), même si à l’époque les déplacements se faisaient encore essentiellement en calèche. Il y installa en outre le chauffage central et l’eau chaude ! Dans ce sens, Muzio anticipa, d’un demi-siècle, la notion de copropriété et de box souterrains. Avec « sa » Ca’ Brütta, il choisit de  privilégier l’individualisme des résidences. C’était une négation explicite de l’immeuble style renaissance (à savoir un modèle d’habitation urbaine dans lequel les appartements individuels étaient dominés par l’ensemble du bâtiment).
Clairement en avance sur son époque, Muzio fut toutefois rapidement critiqué et contesté pour le mélange de classicisme et de modernisme - le nouveau style néoclassique « novecento » - que représentait cet immeuble, auquel, pour se moquer, les Milanais affublèrent alors le sobriquet de Maison Laide (La Ca’ Brütta, en dialecte milanais).  
Mais la Ca Brütta a vaincu les railleries et elle est aujourd’hui considérée comme un exemple d’architecture du début du XXe siècle, une référence citée dans toutes les bibliographies spécialisées. Elle est aussi le premier édifice construit en béton armé en Italie.

## La structure architecturale de la Ca’ Brütta
Les deux bâtiments qui composent la Ca Brütta s'élèvent chacun sur six étages et sont reliés entre eux par un portique qui enjambe une rue privée – la via Cesare Mangili). Cette rue, située au sud, a été pensée dans le but d’accueillir le maximum d'appartements donnant sur elle et de réduire ainsi le nombre de pièces donnant au nord (rue Cavalieri).
Au nombre de cent, les appartements sont très spacieux avec de vastes pièces de réception. Dans tous les appartements, chaque pièce se distingue par des plafonds, avec stucs et moulures en plâtre, tous différents des uns des autres.  Le bâtiment côté rue Moscova est de forme quasi triangulaire avec une cour intérieure, tandis que le bâtiment entre la rue privée C. Mangili et la rue Cavalieri est rectangulaire.
Les façades sont recouvertes de couleurs et de matériaux différents : en travertin (rdc et 1er étage), en  plâtre vert foncé ou jaune (du 2e au 4e), en marbre blanc (le 5e étage) et en marbre rose (6e).
La Commissionne  Edilizia (l’organisme chargé de la délivrance des permis de construire) fut « furieuse »  de constater, une fois les échafaudages enlevés, que les façades n’avaient pas été soumises à son approbation préalable. En particulier, les éléments architecturales des façades intérieures (rue privée) furent jugées comme trop « ironiques », avec leurs colonnes géantes monolithiques, leurs portes surmontées d’obélisques, les décorations des fenêtres aux éléments renversés et surmontées d'étranges demi-sphères, des vases géants, des ouvertures triangulaires, des niches et des garde-corps de balcon en fer.  L’architecte a été contraint d’effectuer quelques changements, après de longues négociations avec les autorités.

### Impressions duXXIesiècle
Si, de nos jours la Ca’ Brütta peut passer presque pour « banale » au regard des passants, elle demeure, néanmoins, un exemple exceptionnel d’avant-garde architectural. Même controversée, elle a contribué au développement de l’architecture de l’habitat moderne. Et elle reçut enfin la reconnaissance qu'elle méritait puisque, désormais, l’immeuble est classé au patrimoine architectural de la ville.
Quant à Muzio, il a continué jusqu’à la fin de sa vie à vivre dans sa Ca’ Brütta (il est mort en 1982 à l’âge de 89 ans), et à réaliser de nombreux projets en Italie et à l’étranger.